# Fresnedo (Alfoz de Lloredo)
Fresnedo es un núcleo de población español del municipio de Alfoz de Lloredo, perteneciente a la comunidad autónoma de Cantabria.

## Historia
Hacia mediados del siglo XIX, el lugar era referido ya como un barrio de Rudagüera. Aparece descrito en el octavo volumen del Diccionario geográfico-estadístico-histórico de España y sus posesiones de Ultramar de Pascual Madoz con las siguientes palabras:

FRESNEDO: barrio en la prov. de Santander, part. jud. de San Vicente de la Barquera, pertenece al pueblo de Rudaguera. (V.)
(Madoz, 1847, p. 186)

En 2023, el núcleo de población tenía empadronados 84 habitantes.